# سفارة المجر في روسيا البيضاء
سفارة المجر في روسيا البيضاء هي أرفع تمثيل دبلوماسي لدولة المجر لدى روسيا البيضاء. تقع السفارة في مينسك وهي تهدف لتعزيز المصالح المجرية في روسيا البيضاء.

## وصلات خارجية
- الموقع الرسمي
- قائمة سفارات المجر
- قائمة السفارات في روسيا البيضاء